# Mitelloides thorntonensis
Mitelloides thorntonensis är en insektsart som beskrevs av Stevens 1990. Mitelloides thorntonensis ingår i släktet Mitelloides och familjen dvärgstritar. Inga underarter finns listade i Catalogue of Life.